# Littledalea
Littledalea Hemsl., 1843 è un genere di piante angiosperme monocotiledoni appartenente alla famiglia delle Poacee (o Gramineae, nom. cons.). È l'unico genere della tribù Littledaleeae Soreng & J.I. Davis, 2015.

## Etimologia
Il nome del genere è stato dato in onore di St. George R. Littledale (c. 1851–1931), un viaggiatore inglese nella regione autonoma del Tibet. Il nome scientifico del genere è stato definito dal botanico britannico William Botting Hemsley (East Hoathly, 29 dicembre 1843 – Broadstairs, 17 ottobre 1924) nella pubblicazione "Hooker's Icones Plantarum; or figures, with brief descriptive characters and remarks of new or rare plants. London" (Hooker's Icon. Pl. 25: t. 2472. 1896) del 1896. La tribù è stata definita dai botanici contemporanei Robert J. Soreng e J.I. Davis nel 2015.

## Descrizione

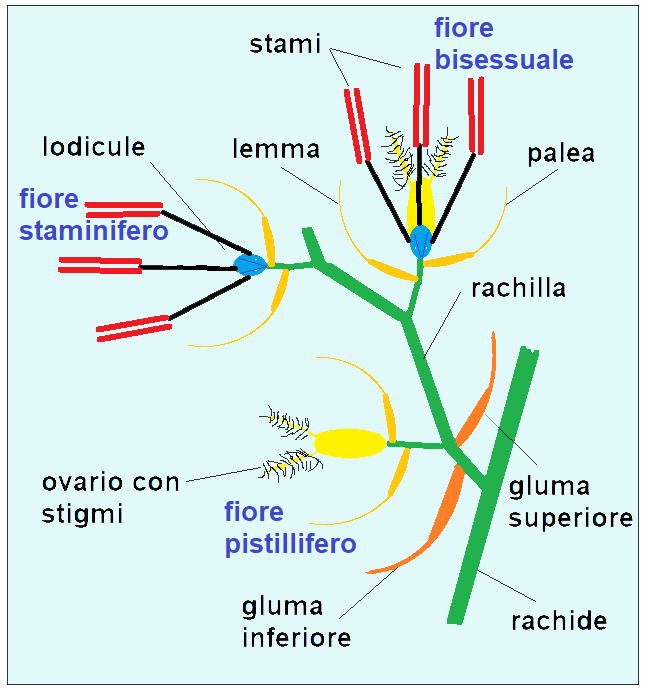
Spighetta generica con tre fiori diversi

Il portamento delle specie di questo genere è cespitoso o rizomatoso, con cicli biologici perenni. La forma biologica in generale è emicriptofita cespitosa (H caesp), sono piante erbacee con gemme svernanti al livello del suolo e protette dalla lettiera o dalla neve e presentano ciuffi fitti di foglie che si dipartono dal suolo.

### Radici
Le radici in genere sono secondarie da rizoma. 

### Fusto
I culmi sono cavi a sezione più o meno rotonda. Hanno un portamento ascendente, eretto e snello e possono essere fogliosi fino all'infiorescenza. 

### Foglie
Le foglie lungo il culmo sono disposte in modo alterno, sono distiche e si originano dai vari nodi. Sono composte da una guaina, una ligula e una lamina. Le venature sono parallelinervie. Non sono presenti i pseudopiccioli e, nell'epidermide delle foglia, le papille.
- Guaina: la guaina è abbracciante il fusto e con auricole prominenti; i margini sono liberi e sovrapposti fin quasi alla base.
- Ligula: la ligula è membranosa e a volte cigliata.
- Lamina: la lamina ha delle forme generalmente lineari con consistenza rigida.

### Infiorescenza
Infiorescenza principale (sinfiorescenza o semplicemente spiga): le infiorescenze, ascellari e terminali, in genere sono ramificate e sono formate da poche spighette ed hanno la forma di una pannocchia aperta o contratta. La fillotassi dell'inflorescenza inizialmente è a due livelli, anche se le successive ramificazioni la fa apparire a spirale.

### Spighetta
Infiorescenza secondaria (o spighetta): le spighette, piatte e grandi da cuneiformi a oblunghe, provviste di un breve pedicello, sottese da due brattee distiche e strettamente sovrapposte chiamate glume (inferiore e superiore), sono formate da 2 a 11 fiori. Possono essere presenti dei fiori sterili; in questo caso sono in posizione distale rispetto a quelli fertili. È presente una estensione della rachilla. Alla base di ogni fiore sono presenti due brattee: la palea e il lemma. La disarticolazione avviene con la rottura della rachilla sotto ogni fiore fertile.
- Glume: le glume, diseguali (quella inferiore è 1-3venata; quella superiore è 3-5venata), sono più corte dei fiori, hanno una consistenza cartacea o membranosa e apici ottusi o acuti.
- Palea: la palea è un profillo con alcune venature ed è cigliata.
- Lemma: il lemma, con forme ellittico-oblunghe e 7-9venato, ha una consistenza cartacea ed è più lungo di 1 cm; gli apici sono troncati o ottusi.

### Fiori
I fiori fertili sono attinomorfi formati da 3 verticilli: perianzio ridotto, androceo  e gineceo.
- Formula fiorale:

*, P 2, A (1-)3(-6), G (2–3) supero, cariosside.
- Il perianzio è ridotto e formato da due lodicule, delle squame traslucide, poco visibili (forse relitto di un verticillo di 3 sepali). Le lodicule sono membranose e non vascolarizzate.

- L'androceo è composto da 3 stami ognuno con un breve filamento libero, una antera sagittata e due teche. Le antere sono basifisse con deiscenza laterale. Il polline è monoporato.

- Il gineceo è composto da 3-(2) carpelli connati formanti un ovario supero. L'ovario, glabro all'apice, ha un solo loculo con un solo ovulo subapicale (o quasi basale). L'ovulo è anfitropo e semianatropo e tenuinucellato o crassinucellato. Lo stilo, breve, è unico con due stigmi papillosi e distinti.

### Frutti
I frutti sono del tipo cariosside, ossia sono dei piccoli chicchi indeiscenti, con forme ovoidali, nei quali il pericarpo è formato da una sottile parete che circonda il singolo seme. In particolare il pericarpo è fuso al seme ed è aderente. L'endocarpo non è indurito e l'ilo è lungo e lineare. L'embrione è piccolo e provvisto di epiblasto ha un solo cotiledone altamente modificato (scutello senza fessura) in posizione laterale. I margini embrionali della foglia non si sovrappongono.

## Biologia
Come gran parte delle Poaceae, le specie di questo genere si riproducono per impollinazione anemogama. Gli stigmi più o meno piumosi sono una caratteristica importante per catturare meglio il polline aereo. La dispersione dei semi avviene inizialmente a opera del vento (dispersione anemocora) e una volta giunti a terra grazie all'azione di insetti come le formiche (mirmecoria).

## Distribuzione e habitat
La distribuzione delle specie di questo genere è asiatica (Cina, Kazakistan, Kirghizistan, Nepal e Tagikistan).

## Tassonomia
La famiglia delle Poacee comprende circa 800 generi e oltre 9.000 specie. È una delle famiglie più numerose e più importanti del gruppo delle monocotiledoni. La famiglia è suddivisa in 12 sottofamiglie, il genere Littledalea fa parte della sottofamiglia Pooideae ed è l'unico genere della tribù Littledaleeae.

### Specie
Il genere comprende quattro specie:
- Littledalea alaica (Korsh.) Petrov ex Kom.
- Littledalea przevalskyi Tzvelev
- Littledalea racemosa Keng
- Littledalea tibetica Hemsl.

### Filogenesi
La tribù Littledaleeae fa parte della supertribù Triticodae T.D. Macfarl. & L. Watson, 1982. La supertribù Triticodae comprende tre tribù: Bromeae, Hordeeae e Littledaleeale. All'interno della supertribù, la tribù Littledaleeale forma un "gruppo fratello" con l'insieme delle altre due tribù.